# Onda de frio na Europa em janeiro de 2017
Um período de tempo excepcionalmente frio e nevado em janeiro de 2017 causou mais de 45  mortes na Europa de Leste e Europa Central. Em algumas áreas, os voos e os serviços de transporte marítimo foram suspensos, e houve grandes interrupções no fornecimento de energia e outras infra-estruturas essenciais. O clima foi o resultado de estacionário de alta pressão sobre a Europa Ocidental, resultando em fortes ventos que circulam do leste da Rússia para a Europa Oriental. Entre as mortes, 10 foram registradas na Polônia, oito na Itália, três na República Checa, duas na Bulgária e uma na Grécia.

## Regiões abrangidas

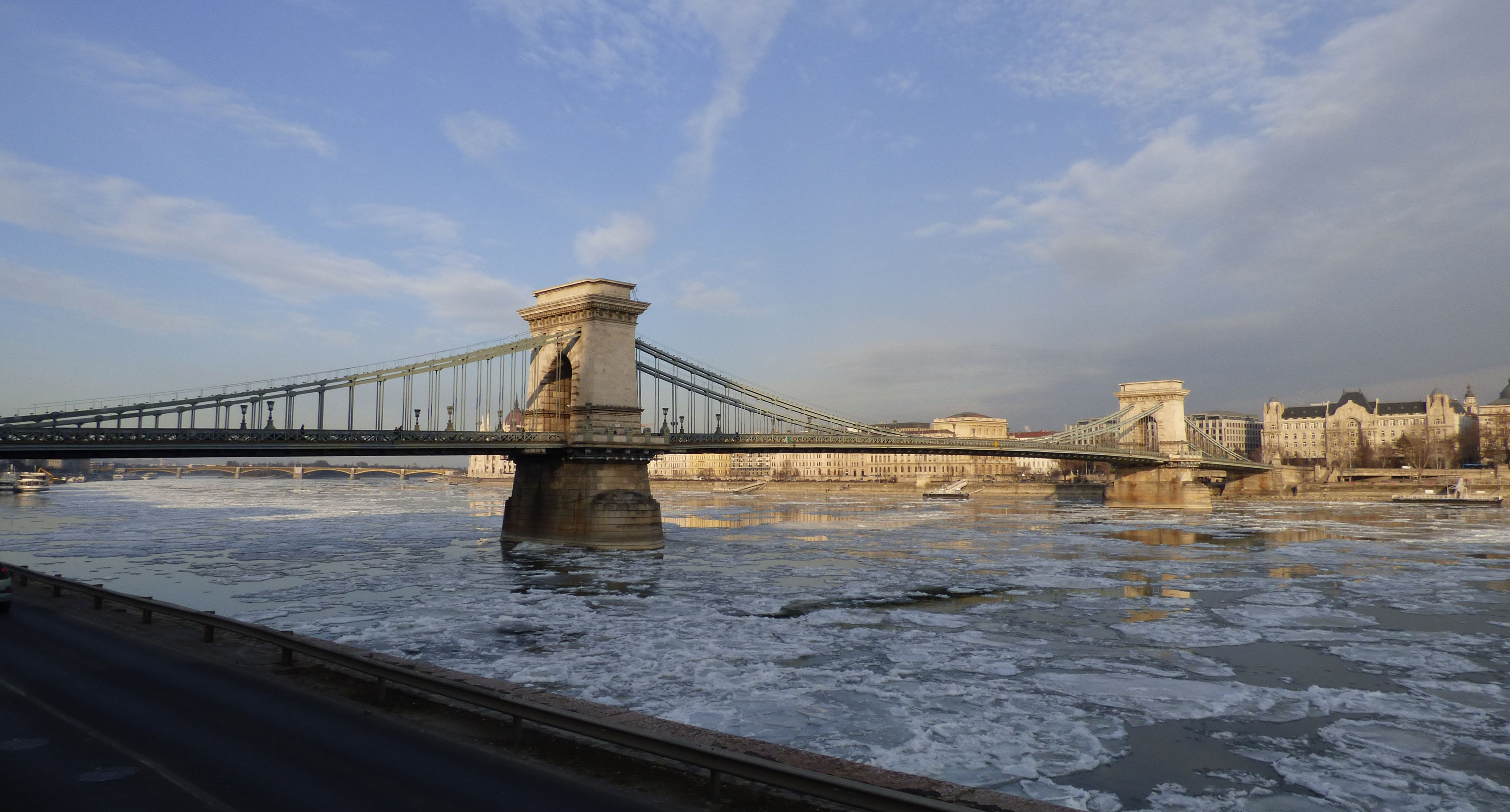
O Rio Danúbio congelado em Budapeste

Na segunda semana de 2017 foram registados 48 casos de pessoas que morreram de frio na Polônia, quando as temperaturas caíram abaixo de -20 °C. Transporte público gratuito foi oferecido em Varsóvia e em Cracóvia em consequência do smog, resultado do tempo frio. Sete mortes relacionadas com o frio foram relatadas na Itália, principalmente de pessoas sem-teto, e partes do país experimentaram quedas excepcionais de neve, ventos fortes e temperaturas baixímas. Vários aeroportos foram fechados, incluindo na Sicília e em Bari e Brindisi. A nevasca formou-se no Mar Adriático, e as escolas no sul do país foram fechadas.
Seis mortes foram relatadas na República Checa, principalmente de pessoas sem-teto. Os corpos de três imigrantes foram encontrados perto da fronteira entre a Bulgária e Turquia. A organização internacional Médicos Sem Fronteiras, tem levantado preocupações sobre o risco para os migrantes, especialmente cerca de 2000 pessoas que vivem em Belgrado. O Bósforo foi fechado para o transporte marítimo depois de uma tempestade de neve que também afetou serviços em Istambul, Turquia, onde mais de 650 voos foram suspensos. As nevascas na Bulgária também afetaram partes da Romênia e Ucrânia, e os embarques no Danúbio foram suspensos.